# Mahamadou Sidibé
Mahamadou Sidibé   (Bamako, 8 d'octubre de 1978) és un exfutbolista malià de la dècada de 2000.
Fou internacional amb la selecció de futbol de Mali.
Pel que fa a clubs, destacà a PAS Giannia, Egaleo i Athinaikos a Grècia, i Ethnikos Achna FC a Xipre.